# NGC 6412
NGC 6412 is een balkspiraalstelsel in het sterrenbeeld Draak. Het hemelobject werd op 12 december 1797 ontdekt door de Duits-Britse astronoom William Herschel.

## Synoniemen
- UGC 10897
- ZWG 356.4
- MCG 13-12-26
- VV 444
- ZWG 355.34
- Arp 38
- KAZ 146
- IRAS 17313+7544
- KARA 813
- PGC 60393